# Marina Diamandis
Marina Lambrini Diamandis (Brynmawr, Gal·les, 10 d'octubre de 1985) coneguda artísticament com a Marina (sovint escrit MARINA) i prèviament com a Marina and the Diamonds és una cantant i compositora gal·lesa d'origen grec. Va esdevenir coneguda pel públic en arribar al número dos de la llista de la BBC Sound of 2010. Després d'un primer EP, Marina va llançar The Crown Jewels EP. L'any 2010 va treure al mercat el seu primer àlbum d'estudi The Family Jewels. El seu segon treball, Electra Heart, va aparèixer el 2012.

## Primers anys
MarinaMarina va néixer el 10 d'octubre de 1985 a Brynmawr, i va créixer prop d'Abergavenny. Té una germana gran que es diu Lafina. La seva mare gal·lesa i el seu pare grec es van conèixer a la Universitat de Newcastle i es van separar quan Marina tenia quatre anys. Després de la separació, el seu pare va tornar a Grècia però de tant en tant la visitava, mentre ella romania en un bungalow a Gal·les amb la seva mare; va descriure la seva infantesa com a "simple i idíl·lica" i "pacífica, molt normal i pobre". Marina va reconèixer ser una "Tomboy" de petita, jugar a futbol cada dia i passar més temps amb el gènere oposat
Quan era petita, Marina va assistir a la Haberdashers' Monmouth School for Girls. Ella va dir: "Vaig trobar el meu talent allà... Jo era la que sempre faltava al cor, però vaig tenir un professor de música increïble que va aconseguir convèncer-me que podia fer qualsevol cosa." Als 16 anys, es va traslladar a Grècia amb el seu pare "per connectar amb la seva herència i aprendre a parlar l'idioma", i va cantar cançons populars gregues amb la seva àvia. Després d'haver obtingut el batxillerat internacional a l'escola de l'ambaixada britànica de St. Catherine a Atenes, va tornar a Gal·les dos anys més tard. Aleshores, ella i la seva mare es van traslladar a Anglaterra, establint-se a Ross-on-Wye. Obsessionada per convertir-se en cantant "gairebé com si fos una malaltia", va treballar durant dos mesos en una benzineria per guanyar diners per traslladar-se a Londres.
Malgrat no tenir formació musical, Marina tenia una afició infantil per l'escriptura. Va començar a escriure música quan tenia 18 anys; es va traslladar a Londres per assistir a l'escola de dansa, però la va deixar al cap de dos mesos. Va estudiar música a la Universitat d'East London i es va traslladar a un curs de composició clàssica a la Universitat de Middlesex l'any següent, però va abandonar els estudis després de dos mesos.

## Carrera

### 2005–2008
Sabent que les Spice Girls es van formar a partir d'un anunci a The Stage, Marina va aplicar a audicions que apareixien en aquell diari. Va viatjar per a diverses audicions sense èxit, incloses el musical de The Lion King i una boy band organitzada per Virgin Records, durant les quals va aconseguir deixar el seu currículum amb un representant d'A&R, però no va poder fer una audició en el moment de la cita ja que se sentia malalta. El 2005, va crear el nom artístic "Marina and the Diamonds"; després d'obtindre certa fama, "the Diamonds" es va establir com a referència als seus fans, en lloc de la seva banda.
Inspirada per l'exemple del músic extern autoproduït Daniel Johnston, Marina va decidir compondre la seva pròpia música i deixar d'anar a les audicions. Va aprendre a tocar el piano pel seu compte. També va compondre i produir les seves primeres demos amb GarageBand, i va llançar de manera independent la seva obra de teatre ampliada debut Mermaid vs Sailor a través de Myspace el 2007. Es va reunir amb catorze segells musicals, rebutjant tots menys un perquè creia que era l'únic que no dictaria. a seva imatge. Va cridar l'atenció de Derek Davies de Neon Gold Records l'any 2008, que la va gestionar durant sis mesos, i va ser contractada com a actriu secundària de l'artista australià Gotye. Davies va reflexionar: "Va tenir alguna cosa que realment em va ressonar. Fins i tot amb la producció força limitada de les seves primeres demostracions de dormitori, tenia aquest estil d'escriptura i vocal poderós però vulnerable que no sonava com ningú en aquell moment". A l'octubre, Marina va finalitzar un contracte de gravació amb 679 Recordings (eventualment rebatejat com a 679 Artists), una subdivisió de Warner Music Group.

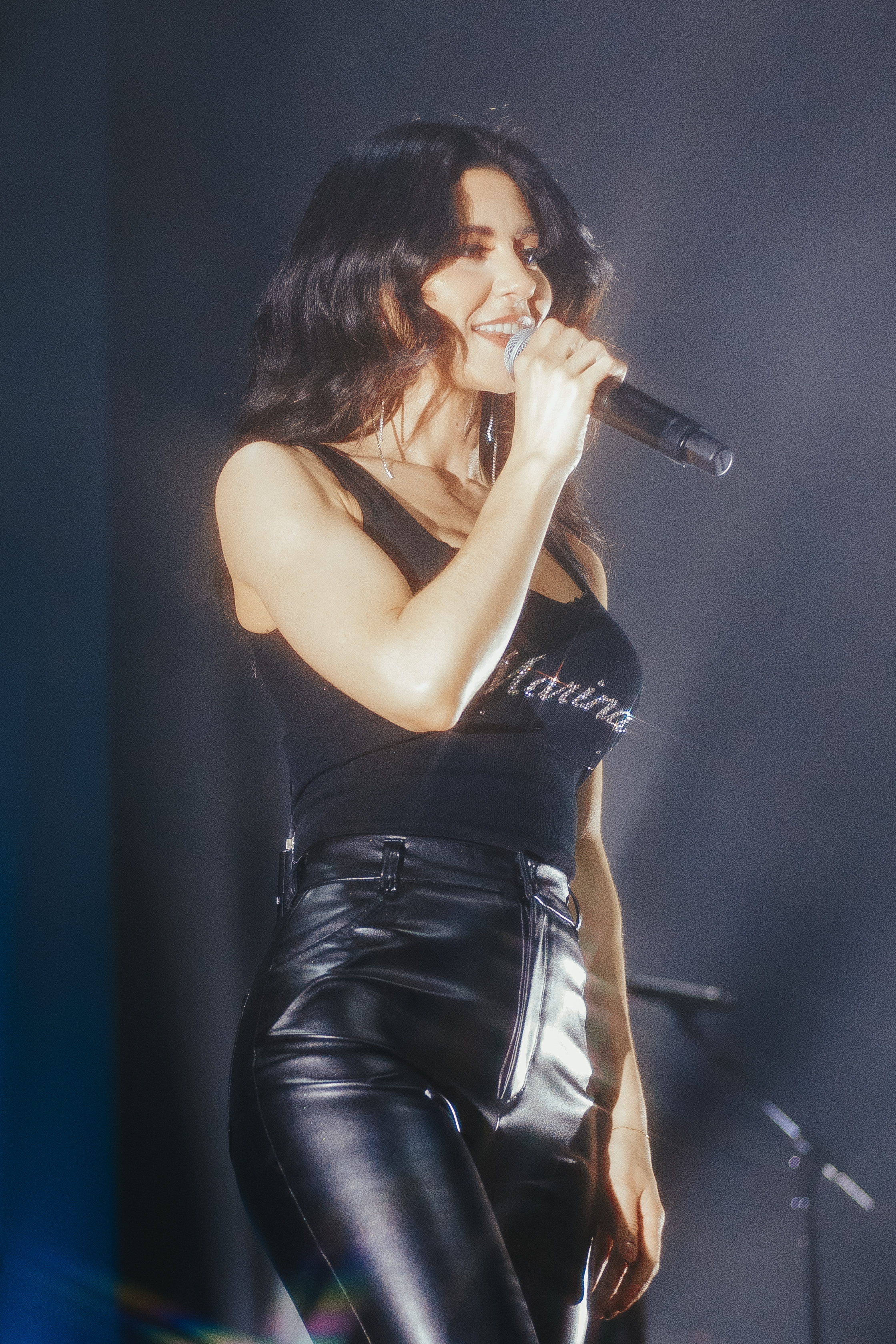
Marina actuant al he Leadmill in Sheffield com a part de The Family Jewels Tour el 2010

### 2009–2011
El seu senzill debut "Obsessions" va ser llançat el 14 de febrer de 2009 a través de Neon Gold Records, mentre que la seva primera obra ampliada The Crown Jewels EP va ser publicat l'1 de juny. Aquell estiu, va actuar al Big Weekend de BBC Radio 1, al Festival de Glastonbury i als festivals de Reading i Leeds. També va actuar a iTunes Live, publicant un segon EP el juliol de 2009 amb actuacions d'aquest festival. El desembre de 2009, Marina es va classificar en segon lloc a l'enquesta Sound of 2010 organitzada per la BBC, darrere d'Ellie Goulding;va ser una de les tres nominades al Critics' Choice Award als BRIT Awards 2010, que també va rebre Goulding. "Mowgli's Road" va ser publicat el 13 de novembre de 2009, Marina ho va descriure com "no comercial" però va rebre atenció després que el seu vídeo fos compartit per bloggers com Perez Hilton i Kanye West.
"Mowgli's Road" va ser seguit per "Hollywood" l'1 de febrer de 2010, que va assolir el número 12 a la llista de singles del Regne Unit, i finalment va ser certificat de plata per la British Phonographic Industry (BPI). L'àlbum d'estudi debut de Marina, The Family Jewels, va ser llançat el 15 de febrer de 2010; va debutar al número cinc de la llista d'àlbums del Regne Unit amb unes vendes de 27.618 còpies la primera setmana, i finalment va ser certificat or per la BPI. Un comunicat de premsa del 2012 d'Atlantic Records va assenyalar que l'àlbum havia venut 300.000 còpies.
Atlantic Records va signar Marina amb Chop Shop Records als Estats Units el març de 2010. A través del segell, va llançar el seu tercer EP The American Jewels i The Family Jewels als Estats Units. Aquest darrer projecte va debutar al número 138 del Billboard 200 dels EUA amb unes vendes de 4.000 còpies a la primera setmana, i a les llistes de Top Heatseekers i Top Rock Albums de Billboard, va assolir el número 2 i 49 respectivament.
Més tard, el 2010, Marina va llançar tres senzills més de l'àlbum: "I Am Not a Robot", "Oh No!" i "Shampain", aconseguint les posicions 26, 38 i 141 a les llistes del Regne Unit, respectivament. L'octubre de 2010, va guanyar el Best UK & Ireland Act als MTV Europe Music Awards. Per promocionar encara més The Family Jewels, Marina es va embarcar en The Family Jewels Tour, que va visitar Europa, Amèrica del Nord i Austràlia durant els anys 2010 i 2011. El gener de 2011, en una entrevista a la ràdio australiana, va expressar la seva decepció per la seva carrera, especialment pel seu fracàs d'atraure un públic estatunidenc.

### 2012–2013

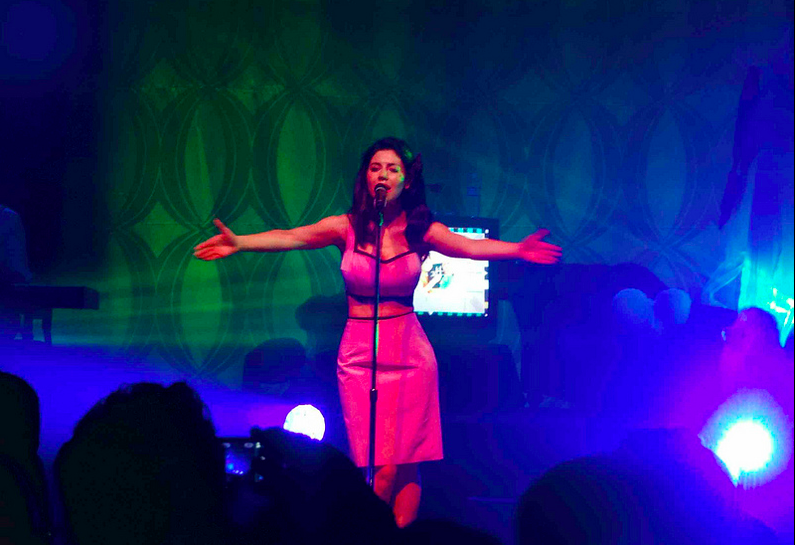
Marina el 2013 a San Francisco com a part del Lonely Hearts Club Tour

L'estiu de 2011, Marina i l'artista sueca Robyn van actuar com a teloneres de la gira California Dreams de l'artista estatunidenca Katy Perry. El 30 de setembre, Marina va llançar el tema "Radioactive" a través de l'iTunes Store; va arribar al número 25 a la llista de singles del Regne Unit. El seu segon àlbum d'estudi va ser precedit pel seu senzill principal "Primadonna" l'abril de 2012; la cançó destaca per ser la cançó de Marina amb més èxit a la llista de singles del Regne Unit, on va arribar al número 11. Està certificada Plata per la BPI, or a Àustria i els Estats Units, i platí per les respectives autoritats a Austràlia, Dinamarca i Nova Zelanda.
Electra Heart és un àlbum conceptual unit líricament per les idees de "identitat femenina" i "una ruptura recent". Marina va crear el personatge titular "Electra Heart" com a protagonista del projecte; ella retrata els personatges "Teen Idle", "Primadonna", "Homewrecker" i "Housewife", que representen diversos arquetips femenins de la cultura estatunidenca estereotipada. El projecte es va publicar el 27 d'abril de 2012 i va debutar al número u de la llista d'àlbums del Regne Unit amb unes vendes a la primera setmana de 21.358 còpies. Es va convertir en el primer àlbum de Marina al capdavant de les llistes al Regne Unit, tot i que en aquell moment també es va distingir com el disc número u amb menys vendes del segle XXI al país. L'àlbum va rebre la certificació d'or per la British Phonographic Industry i l'Irish Recorded Music Association. Electra Heart va debutar al Billboard 200 dels Estats Units amb 12.000 còpies venudes la seva primera setmana, i fins al maig de 2015 n'havia venut 150.000 en el país.
"Power & Control" i "How to Be a Heartbreaker" van ser llançaments senzills posteriors. Les dues cançons van ser entrades menors a les llistes al Regne Unit, i aquesta última va ser certificat or als Estats Units per vendre més de 500.000 còpies. Al llarg del 2012, Marina va viatjar per a The Lonely Hearts Club Tour, la seva segona gira de concerts principal, i per a Mylo Xyloto Tour encapçalada per Coldplay, per a la qual va servir com a telonera. El 8 d'agost de 2013, va llançar un vídeo musical per a la cançó principal inèdita "Electra Heart"; va representar la mort del personatge i va acabar simbòlicament la campanya promocional d'Electra Heart.

### 2014–2016

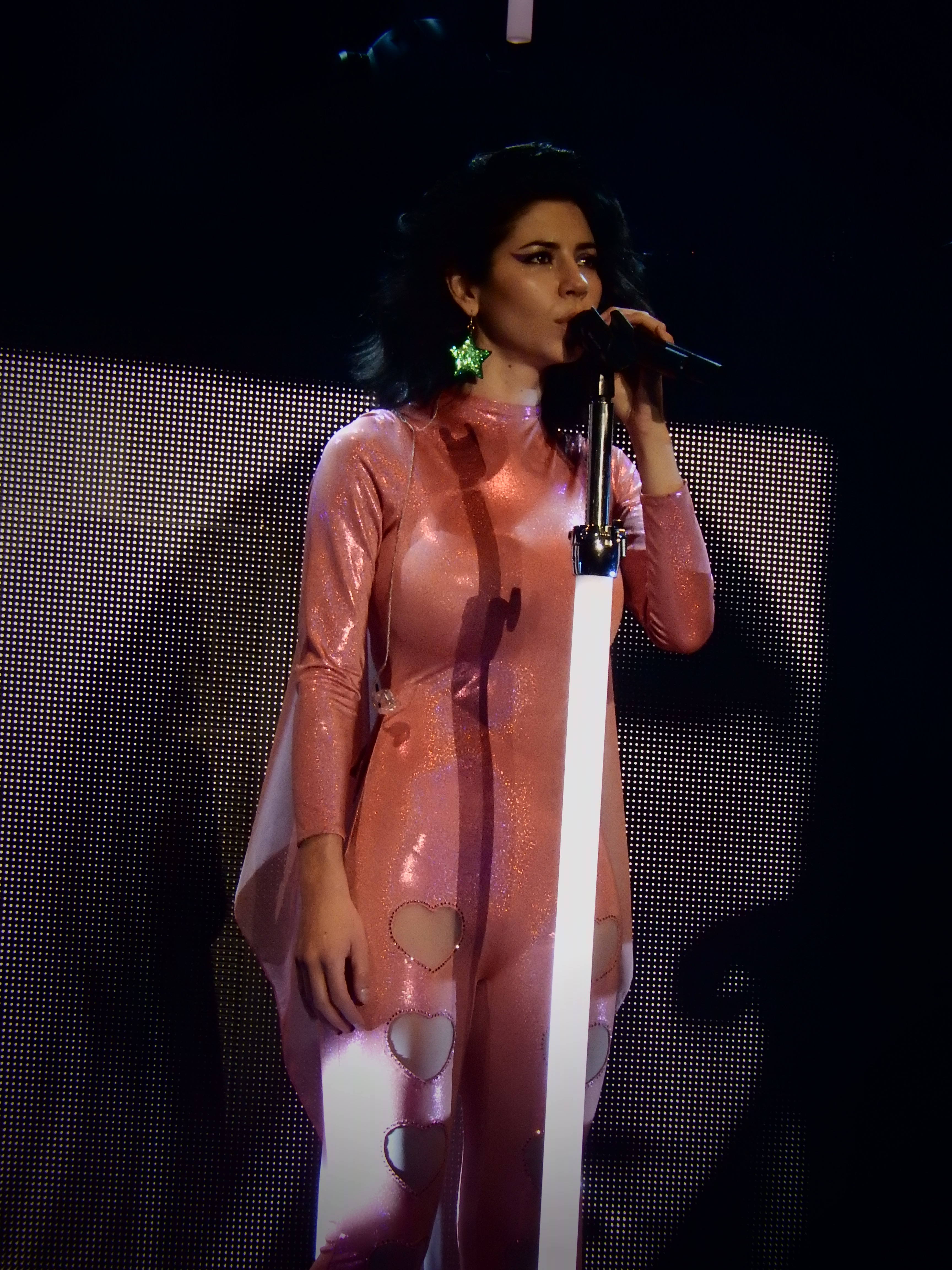
Concert a Londres el 2016 com a part del Neon Nature Tour

Després de passar un mes a la ciutat de Nova York, Marina va anunciar el febrer de 2013 que havia començat a escriure material per a un proper tercer àlbum d'estudi. El senzill "Froot" va ser llançat el 10 d'octubre de 2014, el seu 29è aniversari, i es va anunciar com a cançó principal de l'album.
L'àlbum es va anunciar que es llançaria el 3 d'abril de 2015 anunciant una nova pista de l'àlbum cada mes. Tanmateix, a causa d'una filtració d'Internet, el llançament es va avançar. Produït íntegrament per Marina i David Kosten, l'àlbum va ser elogiat pel seu so cohesionat. Froot va debutar al número 8 de la llista Billboard 200 i és el seu àlbum amb més èxit als Estats Units. Froot va assolir el màxim 10 al Regne Unit.
A principis de 2015, es va anunciar que Marina actuaria al Lollapalooza Brasil, al Festival de Música i Arts de Coachella Valley i al Festival de Música de Boston Calling al març, abril i maig de 2015 respectivament. Des d'octubre de 2015 fins a l'octubre següent es va embarcar en el Neon Nature Tour per Europa i Amèrica; cada actuació es va dividir en tres actes, un per a cadascun dels seus àlbums, amb la majoria de cançons procedents de Froot. La seva actuació del 4 de novembre al House of Blues de Boston va ser retransmesa en directe per Yahoo. Durant un vídeo de preguntes i respostes, Marina va dir que les gires posteriors serien diferents, ja que les seves gires habituals havien comportat "un estil de vida dur". L'abril de 2016, va dir que faria un descans de la música després de la seva gira, però va tornar a actuar dos mesos més tard, i va aclarir que preferia treballar de manera constant que un cicle de gira i descans.

### 2017–2019

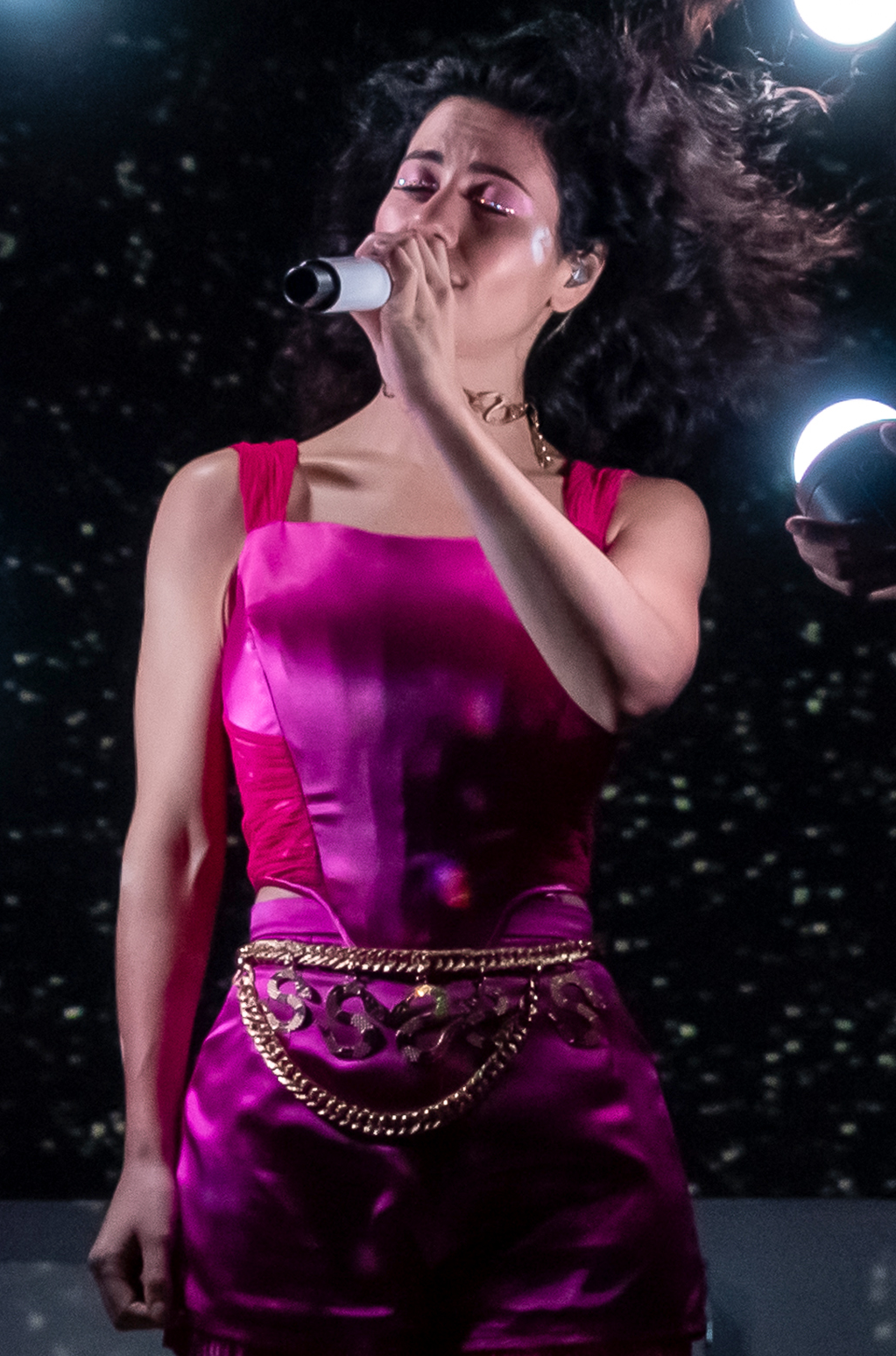
Love + Fear Tour

El juny de 2016, va dir a Fuse que havia començat a escriure material nou per a properes cançons. El desembre de 2016, el grup electrònic Clean Bandit va confirmar que "Disconnect", una cançó que havien interpretat amb ella al Festival de Música i Arts de la Vall de Coachella de 2015, sortiria al seu nou disc, que va ser publicat com a senzill el juny de 2017 i el va interpretar amb ells a Glastonbury.
Per marcar una nova etapa en la seva carrera, va anunciar a través de Twitter el 2018 que deixaria el seu sobrenom "and the Diamonds" per publicar música simplement com a "Marina", explicant que "vaig trigar més d'un any a descobrir que gran part de la meva identitat estava lligada a qui soc com a artista i no quedava gaire de qui jo era".
El novembre de 2018, es va estrenar una segona col·laboració amb Clean Bandit i el cantant porto-riqueny Luis Fonsi, "Baby", que va assolir el número 15 al Regne Unit. L'11 de desembre de 2018, va interpretar la cançò al Royal Variety Performance al costat de Clean Bandit. El 31 de gener de 2019, va fer una petita mostra del nou àlbum publicant una foto al seu Instagram amb el subtítol "8 Days". L'endemà, va revelar en una entrevista que el nou àlbum sortiria a principis de 2019. El 6 de febrer, es va revelar que el títol del senzill principal de l'àlbum seria "Handmade Heaven", que es va publicar posteriorment. dos dies després. El seu quart àlbum d'estudi bipartit Love + Fear es va publicar en dues parts els dies 4 i 26 d'abril de 2019.
El 29 d'abril de 2019, es va embarcar en la seva gira Love + Fear amb sis concerts al Regne Unit, amb dates exhaurides a Londres i Manchester. El juliol de 2019, estava programada per cantar en diversos festivals de música a Europa i el Regne Unit, abans de fer la gira a Amèrica del Nord amb 19 concerts pels Estats Units i el Canadà durant setembre i octubre, seguida d'una segona sèrie de dates al Regne Unit i un breu gira europea. Va aparèixer a la cançó de Gryffin (també amb Model Child) "If I Left the World", publicada el 23 d'octubre de 2019.

### 2022–present

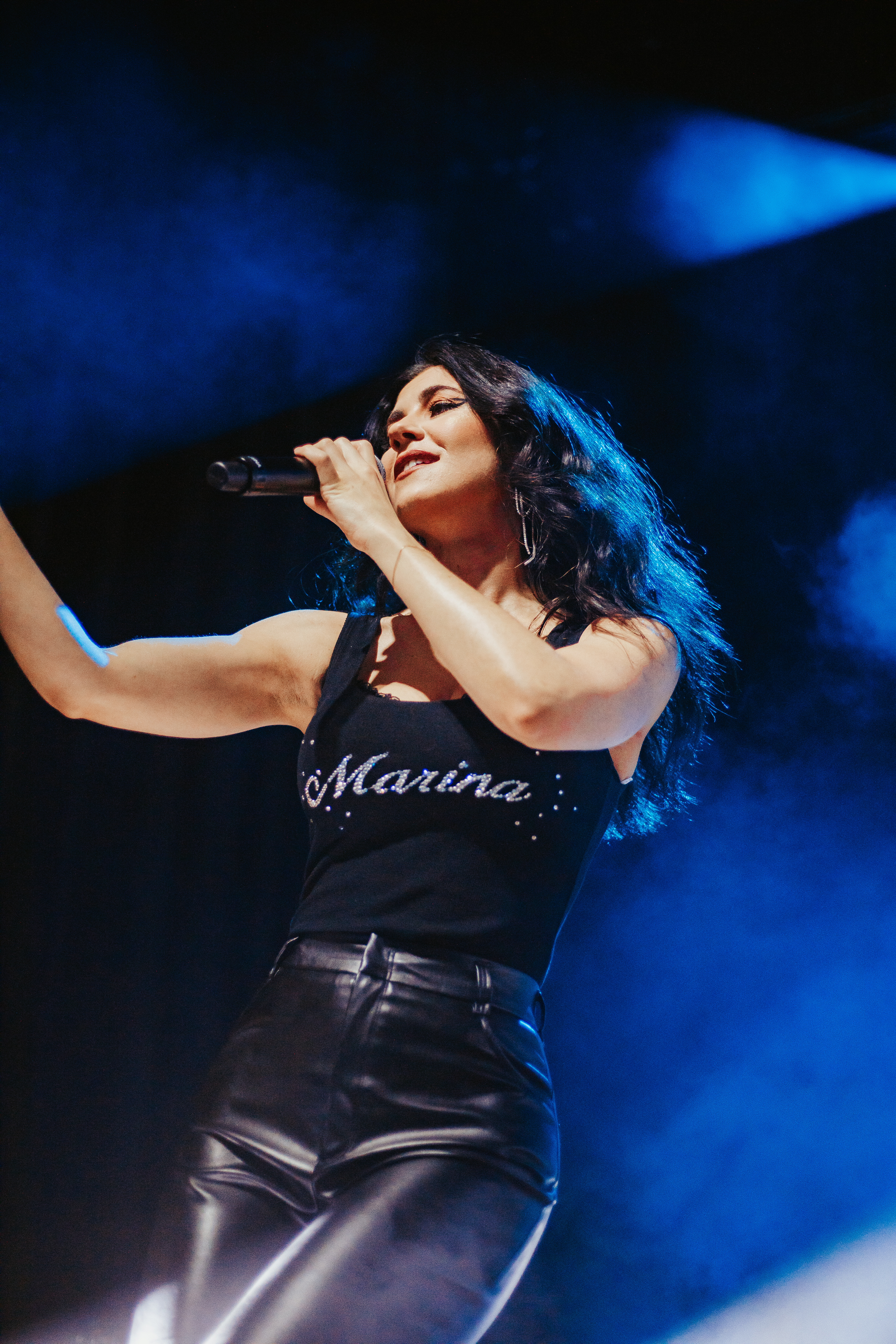
Marina el 2022 al Ryman Auditorium

El 16 de gener de 2020, Marina va publicar dues fotos a Instagram amb el subtítol "Escrivint cançons a París". El 24 de gener de 2020, va publicar una foto a Instagram amb el títol "Àlbum 5". El 7 de febrer de 2020,va llançar "About Love" de la banda sonora de la pel·lícula To All the Boys: P.S. I Still Love You. El 14 de febrer de 2020, va anunciar la seva propera gira d'abril, The Inbetweenie Tour. Tanmateix, el 16 de març de 2020, va anunciar que aquesta gira seria cancel·lada a causa de la pandèmia de COVID-19.
El 8 de març de 2020, va publicar un fragment d'una nova cançó anomenada "Man's World" a la seva història d'Instagram. La cançó es va llançar el 18 de novembre de 2020. El senzill va debutar al número 99 de la llista oficial de vendes de singles del Regne Unit i al número 96 de la llista oficial de descàrregues de senzills del Regne Unit, respectivament, després de dos dies de llançament.
El 12 d'abril de 2021, Marina va anunciar un nou senzill, "Purge the Poison". Més tard aquell dia, el seu equip web va penjar accidentalment el vídeo musical a YouTube, donant lloc a una filtració anticipada de la cançó i el vídeo musical. Va llançar la portada única i la data de llançament poc després, possiblement com a resultat de la filtració. Ancient Dreams in a Modern Land es va publicar l'11 de juny de 2021. L'àlbum va ser ben rebut per la crítica. El cinquè senzill de l'àlbum, "Happy Loner", va ser llançat el 3 de desembre de 2021, coincidint amb la versió de luxe de l'àlbum que es va publicar el 7 de gener de 2022.
L'1 d'octubre de 2021, va anunciar a Instagram que havia començat a treballar en el seu sisè àlbum d'estudi.
El 27 d'abril de 2022, va anunciar que Electra Heart obtindria una versió ampliada anomenada Electra Heart: The Platinum Blonde Edition. L'àlbum es va publicar el 29 d'abril de 2022 i el vinil es va publicar el 23 de setembre de 2022.
El 22 de maig de 2022, va anunciar mentre actuava a Londres que Ancient Dreams in a Modern Land és el seu últim àlbum amb Atlantic Records, amb qui havia signat durant els últims 14 anys.